# 米哈伊尔·索莫夫
米哈伊爾·米哈伊洛維奇·索莫夫（俄语：Михаил Михайлович Сомов，1908年4月7日—1973年12月30日），生於俄羅斯莫斯科，為蘇聯海洋學家、極地探險家暨地球物理學學者。

## 簡歷
米哈伊爾·索莫夫於1937年畢業於莫斯科水文氣象學院。1939年，他作為高級研究員，被分派到南北極研究機構。
1950年至1951年，米哈伊爾·索莫夫前往北極二號研究站。1955年至1957年，他成為第一次蘇聯南極遠征隊的隊長。他也是南極研究科學委員會第一位蘇聯代表。
1973年，米哈伊爾·索莫夫於列寧格勒過世。

## 紀念
維多利亞地北部的索莫夫海、毛德皇后地的一條冰河及一艘破冰船皆以他的姓名命名。1981年，由捷克天文學家安東尼·馬可斯所發現的小行星3334也是以他的姓名命名。

## 獎項
- 蘇聯英雄（1952年）[2]
- 三枚列寧勳章
- 瑞典人類學和地理學會維加獎章
- 皇家地理學會金獎章

## 外部連結
- （俄文）米哈伊爾·索莫夫介紹